# John Francis Rigaud

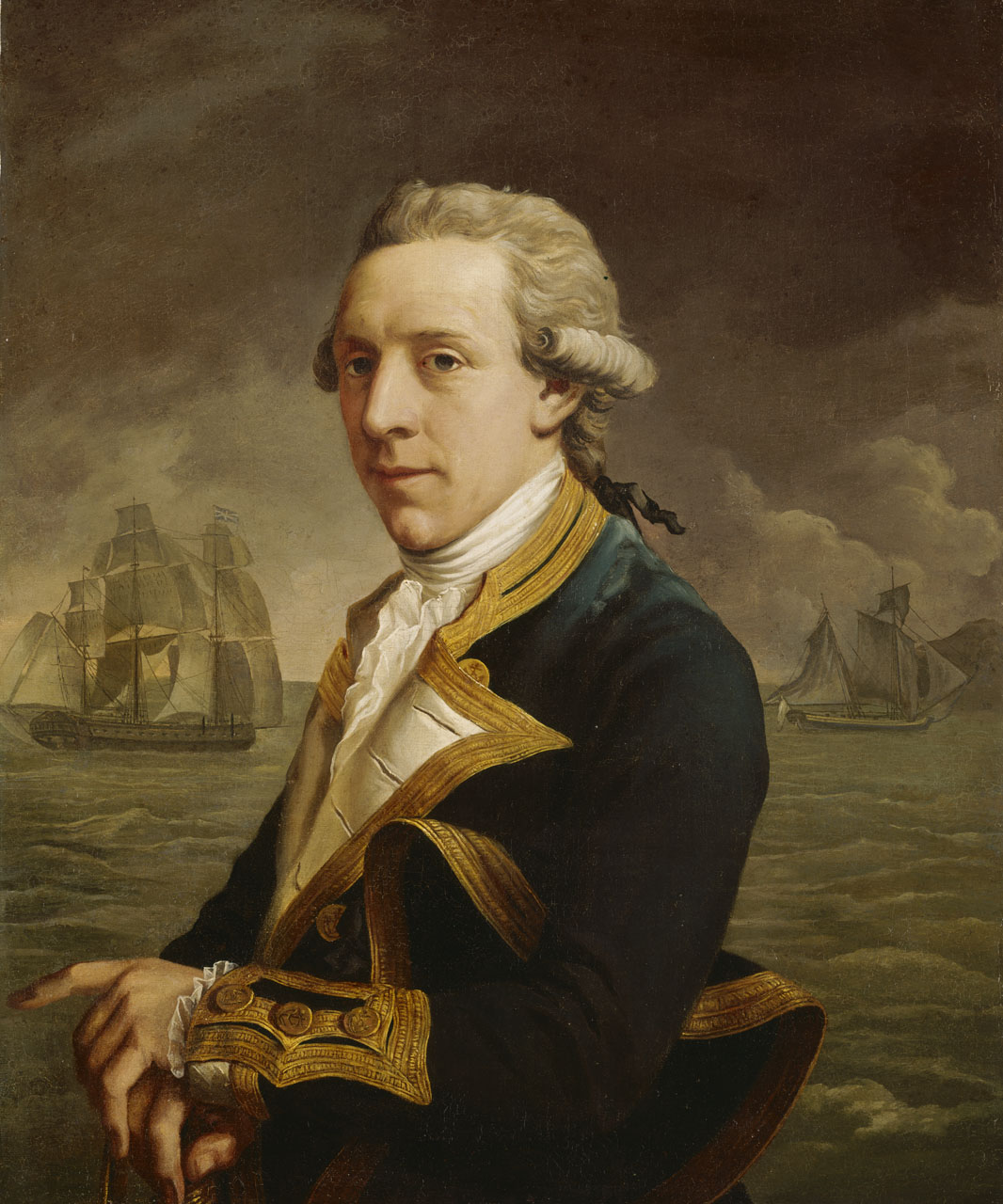
Rigaud, Captain Robert Mann

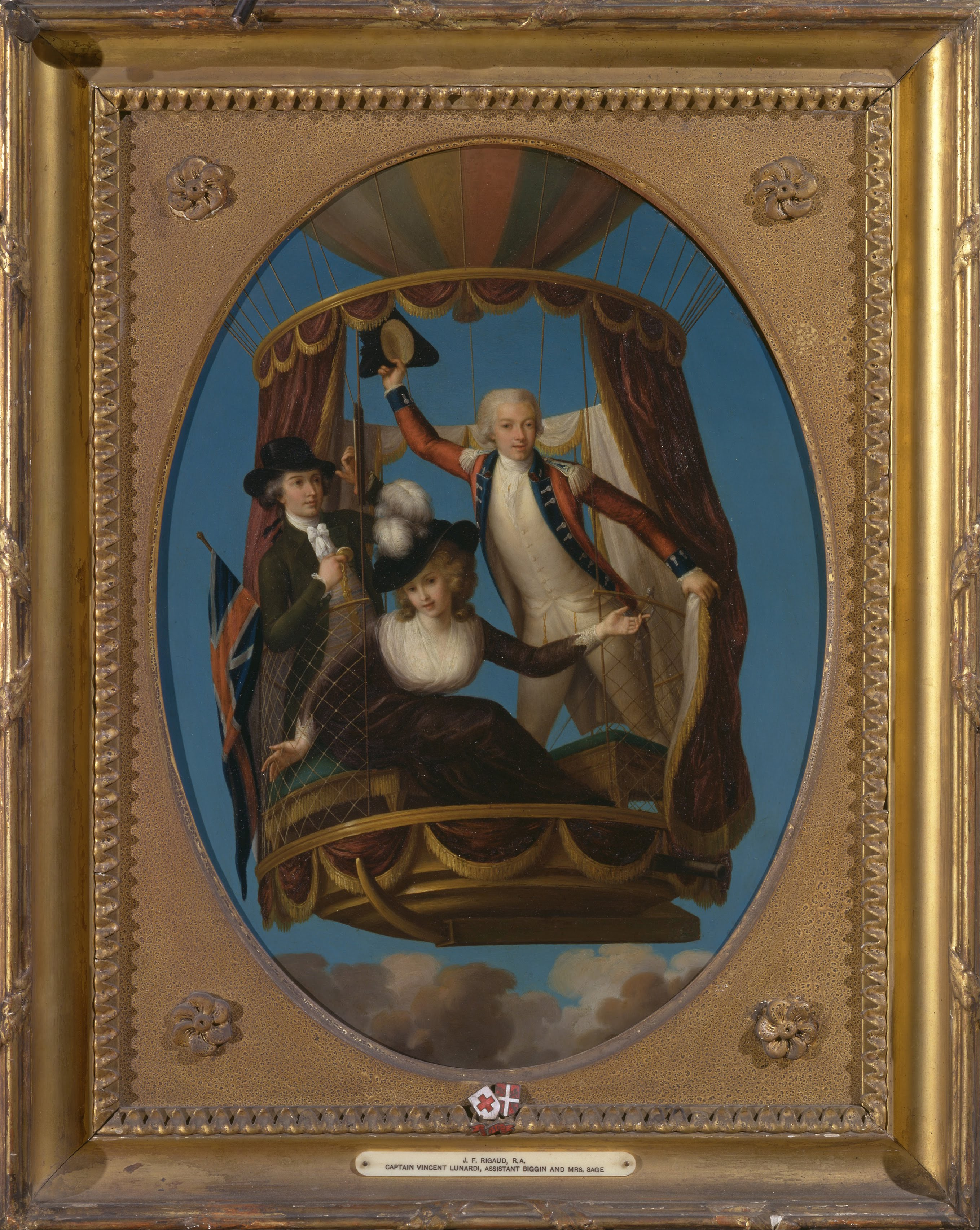
John Francis Rigaud, Captain Vincenzo Lunardi with his Assistant George Biggin, and Mrs. Letitia Anne Sage, in a Balloon

John Francis Rigaud (Torino, 18 maggio 1742 – Great Packington, 6 dicembre 1810) è stato un pittore britannico.

## Biografia
Discendente da una famiglia protestante di origine francese e proveniente da Lione, ma nato in Italia, John Francis Rigaud era figlio di James Dutilh (che cambiò cognome in Rigaud) e di Françoise Guiraudet.
Pittore di stile classico, particolarmente congeniale col gusto inglese, si dedicò soprattutto al ritratto; ma dipinse anche paesaggi e soggetti storici. In Italia ha compiuto un lungo Gran Tour e ha studiato in particolare a Firenze, a Roma, a Parma, a Bologna. Dopo un breve periodo a Parigi, si stabilì a Londra nel 1771, dove venne a contatto con pittori e scultori inglesi (o italiani che vivevano da tempo in Inghilterra), che erano molto apprezzati in ambito accademico.
Dipinse nel 1777 il gruppo di tre artisti italianiː Agostino Carlini, Francesco Bartolozzi e Giovanni Battista Cipriani. In un altro simile quadro, del 1782, raffigurò i tre artisti inglesi Joshua Reynolds, William Chambers e Joseph Wilton.
Un vasto giro di amicizie londinesi gli offrì la possibilità di importanti commissioni, come il ritratto giovanile di Orazio Nelson e ritratti di capitani della Marina britannica. Decorò ad affresco, nel 1787, la Galleria Pompeiana di Packington Hall, a Warwickshire. Fu accolto nel 1772 nella Royal Academy londinese, poi nella Royal Academy di Scozia.
Da dipinti di Rigaud furono tratte incisioni, ad opera degli artisti come Francesco Bartolozzi, Richard Earlom, John Keyse Sherwin e Robert Shipster. 
Coniugato con Mary Williams (1740? – 1808), ha avuto tre figlie e un figlio, Stephen Francis Dutilh Rigaud, che è stato pittore.

### Opere
- William Chambers, Joseph Wilton, Joshua Reynolds (National Portrait Gallery)
- Agostino Carlini, Francesco Bartolozzi, Giovanni Battista Cipriani (National Portrait Gallery)
- Felicità, 1794 (Guildhall Art Gallery)
- Ritratto di Orazio Nelson, 1781, (National Maritime Museum)
- Mrs Hartle, (Glynn Vivian Art Gallery)
- I fratelli Money, (National Maritime Museum)
- Ritratto del capitano Peacock, (National Maritime Museum)
- La provvidenza, 1794, (Guildhall Art Gallery)
- Sansone e Dalila, c. 1784 (Royal Academy of Arts)
- Ritratto di John Yenn, c. 1785 (Royal Academy of Arts)
- Ritratto di Joseph Bonomi, 1794 (Royal Academy of Arts)